# Tutto torna (singolo)
Tutto torna è un singolo del rapper italiano Izi, pubblicato il 5 maggio 2017 come terzo estratto dal secondo album in studio Pizzicato.

## Descrizione
Le musiche e la produzione del brano sono state curate da Shablo e David Ice. Il rapper ha presentato il brano in questione come una canzone dalla sonorità più vicina al mainstream, come lo era stato il singolo Chic presente nel precedente album Fenice.

## Classifiche
| Classifica (2017) | Posizione massima |
| ----------------- | ----------------- |
| Italia            | 80                |